# Municipio de Wasioja
El municipio de Wasioja (en inglés: Wasioja Township) es un municipio ubicado en el condado de Dodge en el estado estadounidense de Minnesota. En el año 2010 tenía una población de 914 habitantes y una densidad poblacional de 9,8 personas por km².

## Geografía
El municipio de Wasioja se encuentra ubicado en las coordenadas 44°4′7″N 92°51′50″O / 44.06861, -92.86389. Según la Oficina del Censo de los Estados Unidos, el municipio tiene una superficie total de 93.26 km², de la cual 93,22 km² corresponden a tierra firme y (0,04 %) 0,04 km² es agua.

## Demografía
Según el censo de 2010, había 914 personas residiendo en el municipio de Wasioja. La densidad de población era de 9,8 hab./km². De los 914 habitantes, el municipio de Wasioja estaba compuesto por el 95,84 % blancos, el 0,55 % eran afroamericanos, el 0,88 % eran amerindios, el 0,66 % eran asiáticos, el 0,55 % eran de otras razas y el 1,53 % eran de una mezcla de razas. Del total de la población el 2,74 % eran hispanos o latinos de cualquier raza.